# Moták (rod)
Moták (Circus) je rod dravých ptáků z čeledi jestřábovitých (Accipitridae).

## Etymologie
Své jméno (jak české tak vědecké) dostali podle toho jak krouží (motají se) v kruzích (Circus – z řeckého kirkos = kruh), a odkazuje ke krouživým pohybům motáků v letu, když pátrají po kořisti, zmiňovanými některými klasickými autory (ti odkazovali k motáku pilichovi).

## Popis
Jedná se o dravce střední velikosti, kteří mají měkké opeření, relativně dlouhá, spíše užší křídla a dlouhý ocas. Zobák je krátký a ostře zahnutý. Dalším charakteristickým znakem jsou delší nohy s dlouhými prsty s velmi ostrými drápy, se kterými motáci chytají svoji kořist v husté vegetaci. Samice motáků jsou větší než samci. Hnízdí na zemi.

## Seznam druhů
- moták africký (Circus ranivorus) – žije v jižní, střední a jihovýchodní Africe[3]
- moták americký (Circus hudsonius) – žije v Severní Americe[4]
- moták černobílý (Circus melanoleucos) – žije v jižní, východní a jihovýchodní Asii[5]
- moták černý (Circus maurus) – žije v jižní Africe[6]
- moták dlouhokřídlý (Circus buffoni) – žije v Jižní Americe[7]
- moták Eylesův (Circus eylesi) † – obří druh (až 3 kg těžký), který žil na Novém Zélandu, vyhynul nejpozději v 19. století[8][9]
- moták kropenatý (Circus assimilis) – žije v Austrálii a Indonésii[10]
- moták lužní (Circus pygargus) – žije v Evropě a středozápadní Asii, zimuje v jižní Asii a v Africe[11]
- moták madagaskarský (Circus macrosceles) – žije na Madagaskaru a na Komorách[12]
- moták pilich (Circus cyaneus) – žije v Eurasii[13]
- moták pochop (Circus aeruginosus) – žije v Evropě a středozápadní Asii, zimuje v jižní Asii a v Africe[14]
- moták popelavý (Circus cinereus) – žije v Jižní Americe[15]
- moták réunionský (Circus maillardi) – je endemitem ostrova Réunion[16]
- moták stepní (Circus macrourus) – žije ve východní Evropě a západní Asii, zimuje v Asii a Africe[17]
- moták tichomořský (Circus approximans) – žije v Austrálii, Papui Nové Guineji, na Novém Zélandu a některých tichomořských ostrovech[18]
- moták východní (Circus spilonotus) – žije ve východní a jihovýchodní Asii[19]
- Circus dossenus † – žil na Havajských ostrovech, vyhynul někdy v holocénu[20]